# Hypogées de Biniai Nou
Les hypogées de Biniai Nou sont deux hypogées datés du Néolithique final situés sur l'île de Minorque, dans l'archipel des Baléares, en Espagne. Ce sont les plus anciens édifices préhistoriques de Minorque.

## Historique
Les deux tombes ont été fouillées en 1997 par une équipe archéologique du musée de Minorque.
Les hypogées de Biniai Nou sont protégées en tant que biens culturels sous le numéro d'enregistrement RI-51-0003515. En 2013, l'Espagne a proposé l'inscription du site au titre de la « culture talayotique » sur la liste indicative de l'UNESCO, préalable à une possible inscription au patrimoine mondial.

## Description
Les hypogées de Biniai Nou sont des grottes artificielles creusées horizontalement dans la roche. Chaque grotte est précédée d'un couloir délimité par de grandes dalles en pierre, disposées verticalement tels des orthostates, et l'ensemble est recouvert avec d'autres dalles en pierres, posées à l'horizontale et recouvertes de terre. Ce type de monument funéraire est en conséquence classé comme para-dolmen ou hypogée à entrée mégalithique.

### Hypogée n°1
L'hypogée n°1 comporte une façade légèrement concave construite avec des pierres de forme irrégulière, qui pourrait correspondre aux vestiges du mur de parement d'un tumulus, avec une entrée centrale ouvrant sur un couloir recouvert de deux dalles superposées. La chambre et le couloir sont en bon état. La chambre est de forme ovale, quasi-circulaire. Un banc de pierre a été taillé dans la roche sur le côté gauche de la chambre. L'hypogée ayant longtemps été utilisé comme étable pour le bétail, les couches archéologiques n'ont pas été préservées, toutefois, en 1997, quelques dents et ossements humains ont été retrouvés dans une dépression du sol de la chambre. La datation par le carbone 14 d'une phalange correspond à une période comprise entre 2290 et 2030 av. J.-C. non calibrée, soit la plus ancienne preuve de présence humaine sur l'île de Minorque. Les analyses des autres composants (isotopes 13C et 15N) indiquent que l'individu correspondant avait un régime alimentaire composé d'une grande proportion de poissons d'eau douce, une alimentation qui contribue à fausser la datation par le carbone 14 d'environ 100 ans. Après correction, la datation retenue est donc comprise entre 2130 et 1930 av. J.-C. calibrée. Les autres ossements analysés ne présentaient pas une telle spécialisation alimentaire, ce qui laisserait supposer qu'il s'agissait d'un immigrant de la première génération dont les os auraient conservé les éléments chimiques acquis sur son lieu d'origine.
| Diamètre de la chambre | Largeur porte | Largeur de la façade | Largeur du couloir | Longueur du couloir | Hauteur du couloir |
| ---------------------- | ------------- | -------------------- | ------------------ | ------------------- | ------------------ |
| 3,20 m                 | 0,80 m        | 7,25 m               | 2,50 m             | 1 m                 | 1,25 m             |
| Données                |               |                      |                    |                     |                    |

De nombreux fragments de grands récipients en poterie, dont de nombreux « tulipiformes », ont été trouvés devant l'hypogée. .
À environ 50 mètres de l'entrée de l'hypogée on peut voir une capada de moro.

### Hypogée n°2

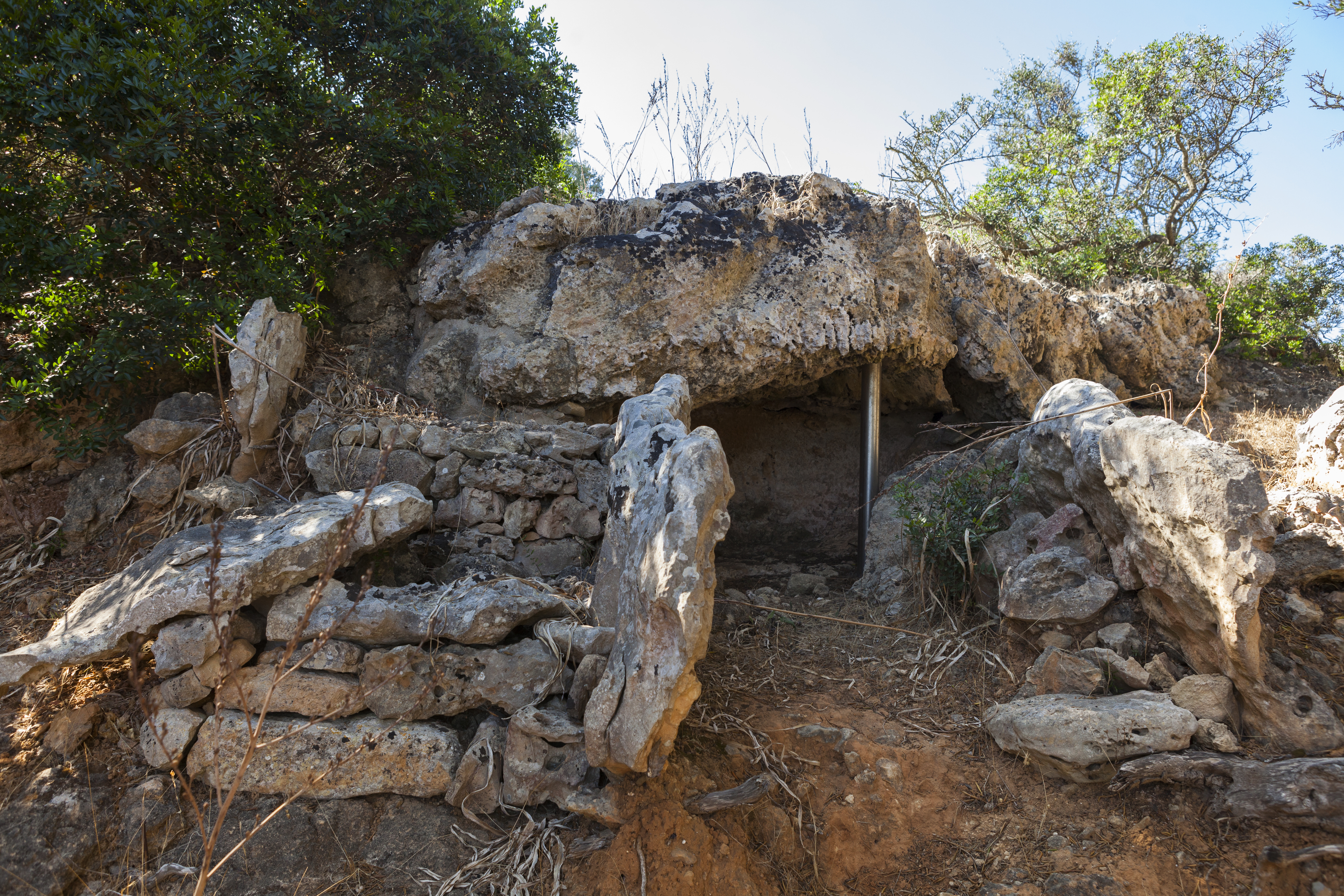
Entrée de l'hypogée n°2.

L'hypogée n°2 comporte également une façade légèrement concave, avec une entrée centrale prolongée par un couloir court. La chambre funéraire est de forme circulaire. Une partie de son plafond, qui s'était effondrée, a été restaurée en 2000. Contrairement à l'hypogée n°1, la couche archéologique a été bien préservée et la fouille a permis d'y recueillir de nombreux ossements humains et un matériel funéraire d'accompagnement composé notamment de céramiques (bols et coupes hémisphériques et globulaires), d'une alène en cuivre, de boutons percés en « V » et des fragments de radiolarite.
Les archéologues ont pu distinguer deux strates sédimentaires, séparées par une couche de dalles en pierre. Bien que la chambre ait été vidée avant la pose de ces dalles, quelques restes de la strate inférieure ont pu être récupérés. Les ossements les plus anciens ont été datés d'une période comprise entre 2140 et 1880 av. J.-C.. La tombe a été réaménagée vers 1500 av. J.-C.. Au moins 81 hommes, femmes et enfants y ont été enterrés, la plupart après ce réaménagement. 22 squelettes correspondaient à des enfants de moins de 4 ans. L'hypogée a été utilisé jusque vers 1100 av. J.-C. puis abandonné. Des réutilisations ponctuelles du monument ont encore eu lieu entre 400 et 200 av. J.-C..
| Diamètre de la chambre | Largeur porte | Largeur de la façade | Largeur du couloir | Longueur du couloir | Hauteur du couloir |
| ---------------------- | ------------- | -------------------- | ------------------ | ------------------- | ------------------ |
| 2,25 m                 | 1 m           | 3,50 m               | 1,85 m             | 1 m                 | 0,70 m             |
| Données                |               |                      |                    |                     |                    |